# Církev Ježíše Krista Svatých posledních dnů
Církev Ježíše Krista Svatých posledních dnů (CJKSPD) (anglicky The Church of Jesus Christ of Latter-day Saints) je největší z církví vzešlých z původní "Církve Kristovy", kterou Joseph Smith založil v roce 1830 ve státě New York v USA v době tzv. druhého velkého probuzení. Ke konci roku 2023 měla celosvětově přes 17,2 milionů členů ve 31 500 kongregacích. CJKSPD je největší denominací tzv. mormonismu, což je zastřešující pojem pro všechny náboženské skupiny vycházející z učení a zjevení Smitha a dalších náboženských vůdců. Její členové se od roku 2018 aktivně snaží negativní nálepky mormon zbavit a preferují označení „Svatí posledních dnů“ nebo „členové Církve Ježíše Krista“.
Ústředí má v utažském Salt Lake City v USA a jejím současným prezidentem je od roku 2018 bývalý kardiochirurg Russell M. Nelson. Společně se dvěma svými rádci tvoří První předsednictvo Církve, které je společně s Kvorem Dvanácti apoštolů nejvyšším orgánem Církve. Církev je známá pro svou rozsáhlou misijní a humanitární činnost. Celosvětově měla ke konci roku 2023 téměř 100 000 misionářů na plný úvazek.
Teologie Církve vychází z jí uznávaných svatých knih - Bible, Knihy Mormonovy, Nauky a smluv a Drahocenné perly. Tento kánon považuje za otevřený. Členové vnímají vedoucí církve (konkrétně 15 apoštolů) jako "proroky a zjevovatele", kteří mohou od Boha obdržet zjevení pro svět, stejně jako bibličtí proroci. Učení Církve ohledně Boha nespadá pod klasický trinitarismus, některými teology je označováno jako "sociální trinitarismus" nebo "henoteismus". Členové věří ve tři samostatné fyzické bytosti (Bůh Otec, Bůh Syn a Duch Svatý), dokonale sjednocené společným záměrem, vůlí a láskou. Církev klade důraz na spasení skrze Ježíše Krista a důležitost jeho zástupného usmíření za hříchy lidstva. Často je zařazována mezi velké křesťanské denominace, ačkoli řada katolíků či protestantů považuje učení CJKSPD za neslučitelné s klasickou křesťanskou teologií.
Církev Ježíše Krista Svatých posledních dnů se považuje za obnovenou původní církev založenou Kristem a za jedinou církev na světě, která má v současné době kněžskou pravomoc od Boha a tudíž je jako jediná oprávněna Ježíšem Kristem vykonávat spásné obřady, jako je křest, konfirmace, svátost večeře Páně nebo pečetění na věčnost, jejichž prostřednictvím členové uzavírají smlouvy s Bohem. Členové také mj. dodržují církevní zákony o sexuální čistotě, zdraví, půstu, svěcení neděle a přispívají Církvi deseti procenty svých příjmů formou desátků. Církev také klade důraz na rodinu a její soudržnost.

## Název

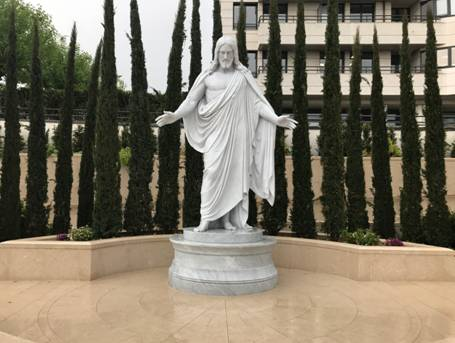
Kopie Thorvaldsenovy sochy Christus u pařížského chrámu CJKSPD. Tato socha je také součástí oficiálního loga Církve. Užití symbolu Vzkříšení Krista místo tradičního křesťanského symbolu kříže je charakteristické.

Od svého založení 6. dubna 1830 byla organizace známa jako „Církev Kristova“. V roce 1834 byl název změněn na „Církev svatých posledních dnů“. Organizací operujících pod názvem "Církev Kristova" (Church of Christ) bylo v té době více. V roce 1838 byl název změněn na současné „Církev Ježíše Krista Svatých posledních dnů“.
Označení mormon (přezdívka vzniklá tím, že členové používají kromě Bible i Knihu Mormonovu, historik a prorok Mormon byl podle záznamu hlavním editorem této knihy) bylo poprvé použito již v roce 1831 editory novin, kteří o novém hnutí psali. Církev se několikrát snažila, mimo jiné v roce 1982, v roce 2001 před olympijskými hrami v Salt Lake City, či v roce 2011 po uvedení muzikálu The Book of Mormon na Broadwayi, podporovat používání plného názvu namísto přezdívky "mormoni" či "mormonská církev".

Na tyto snahy navázalo vedení Církve v roce 2018, kdy president Russell M. Nelson požádal členy i veřejnost, aby výraz mormon nepoužívali v souvislosti s CJKSPD. Výraz mormon byl také nahrazen na všech místech, které církev spravuje. Například populární pěvecký soubor The Mormon Tabernacle Choir byl přejmenován na The Tabernacle Choir at Temple Square nebo doména internetových stránek církve byla změněna z mormon.org na churchofjesuschrist.org. Nelson krok vysvětlil s odkazem na zapsané Smithovo zjevení z roku 1838 (NaS 115:4):
Tuto Církev, která byla znovuzřízena prostřednictvím Josepha Smitha, nepojmenoval Joseph; a nepojmenoval ji ani Mormon. Byl to sám Spasitel, kdo řekl: „Neboť tak bude církev má nazývána v těchto posledních dnech, a to Církev Ježíše Krista Svatých posledních dnů.“
Členové sami preferují pojmenování „Svatí posledních dnů“ nebo „členové Církve Ježíše Krista“. Díky tomu je také jednodušší je odlišit od dalších nezávislých denominací mormonismu, z nichž některé jsou stále spojeny s polygamií.
Výraz svatý v označení Svatí posledních dnů je převzat z Nového zákona, kde se první křesťané nazývali svatými (viz Efezským 1:1, 2. Korintským 1:1). Pojmem „svatí“ jsou míněni členové Církve, kteří se snaží žít čistým životem a následovat Ježíšovo učení. Výraz posledních dnů odkazuje na víru v premilenialismus, tedy očekávání brzkého příchodu Krista na Zem.

## Historie

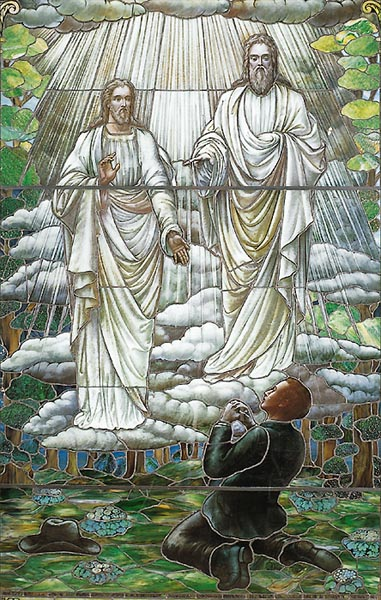
První vidění Josepha Smitha

Církev založil Joseph Smith a jeho nejbližší spolupracovníci (celkem 6 lidí) 6. dubna 1830 ve městě Fayette ve státě New York v USA. Smith měl údajně během předchozích deseti let řadu vidění, během kterých se mu zjevili Bůh Otec, Kristus nebo různí andělští poslové. Tvrdil, že postupně obdržel instrukce a pravomoc k nalezení a přeložení starověkého záznamu známého jako Kniha Mormonova a ke znovuzřízení původní Kristovy novozákonní Církve. Své zážitky a zjevení sdílel s rodinou a přáteli, několik z nich mu také pomáhalo jako zapisovatelé během překladu, který byl dokončen o rok dříve. Od srpna 1829 do března 1830 pak Smith a jeho spolupracovníci čekali na vytištění prvních 5000 kopií Knihy Mormonovy.

V návaznosti na založení Církve započali misijní činnost a v krátkém čase začali křtít a shromažďovat věřící. Postupně do těchto lokalit: Kirtland v Ohiu, Far West a Independence v Missouri a posléze Nauvoo v Illinois. Členové rychle rostoucí Církve ale pokaždé byli nuceni místo opustit, zejména kvůli nepřátelskému postoji obyvatelstva osídlovaných míst. Nevraživost vyvolávaly předsudky a dezinformace o neznámé víře, ekonomické a politické změny související s rychlým příchodem tisíců nových obyvatel na místa v tehdejších pohraničních regionech Spojených států, či nepřiznané praktikování plurálního manželství. Sám Smith byl několikrát zatčen, mj. na základě vykonstruovaných svědectví. V roce 1844 byl spolu se svým bratrem Hyrumem zavražděn milicí ze sousedního města v budově vězení v Carthage, zatímco očekávali soud.

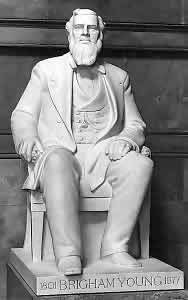
Druhý president CJKSPD, Brigham Young

Po jejich smrti došlo v církevní komunitě ke sporům o nástupnictví a rozkolu, což vedlo ke vzniku různých odštěpených církví. Většina asi z 15 000 členů následovala tehdejšího presidenta Kvora Dvanácti apoštolů Brighama Younga, který následně vedl exodus na neobydlený západ do oblasti Skalistých hor. Svatí, jak sami sebe nazývali, založili v údolí Solného jezera město Salt Lake City a postupně kolonizovali oblast dnešních států Utah, Idaho, Oregon, Kalifornie, Arizona či Nevada. Young je díky tomu někdy nazýván "mormonským Mojžíšem". Díky rozsáhlé misijní činnosti se do oblasti obývané členy Církve ve druhé polovině 19. století přistěhovaly desetitisíce konvertitů z Velké Británie, Skandinávie, pevninské Evropy a pacifických ostrovů. Dohromady zhruba asi 100 000 lidí. Tento exodus je jedním z největších případů stěhování obyvatel v historii Severní Ameriky (pro porovnání: zlatá horečka na Klondiku vylákala během 2 let zhruba 90 000 lidí, z nichž 40 000 dorazilo k ložiskům).
V roce 1852 začalo vedení Církve oficiálně učit nauku plurálního manželství. Praktika ale narazila na odpor zákonodárců USA. Na konci 19. století se spor Církve s vládou Spojených států vyhrotil. Pod nátlakem se CJKSPD v roce 1890 vzdala uzavírání nových plurálních sňatků. Z odporu proti zákazu se zrodil tzv. mormonský fundamentalismus a nové nezávislé denominace, které se polygamie nevzdaly, například Fundamentalistická církev Ježíše Krista Svatých posledních dnů (FLDS).
Ve druhé polovině 20. století se Církev stala celosvětovou, i díky tomu, že členové přestali být nabádáni, aby se po přijetí víry stěhovali do Utahu. Klíčovým krokem v tomto procesu byla stavba chrámů, které Svatí považují za důležitou součást své náboženské praxe, mimo USA. V padesátých letech byly vybudovány chrámy v Británii, Švýcarsku a na Novém Zélandu. V současnosti jich má Církev v provozu 195 po celém světě a přes 150 dalších ve výstavbě (oproti 13 v roce 1964).
V USA vzniklo během vývoje hnutí Svatých posledních dnů mnoho jiných mormonských církví (jako například Kristova komunita nebo Fundamentalistická Církev Ježíše Krista Svatých posledních dnů), které jsou výrazně menší a nezávislé na CJKSPD, která se od nich veřejně distancovala.

## Statistiky

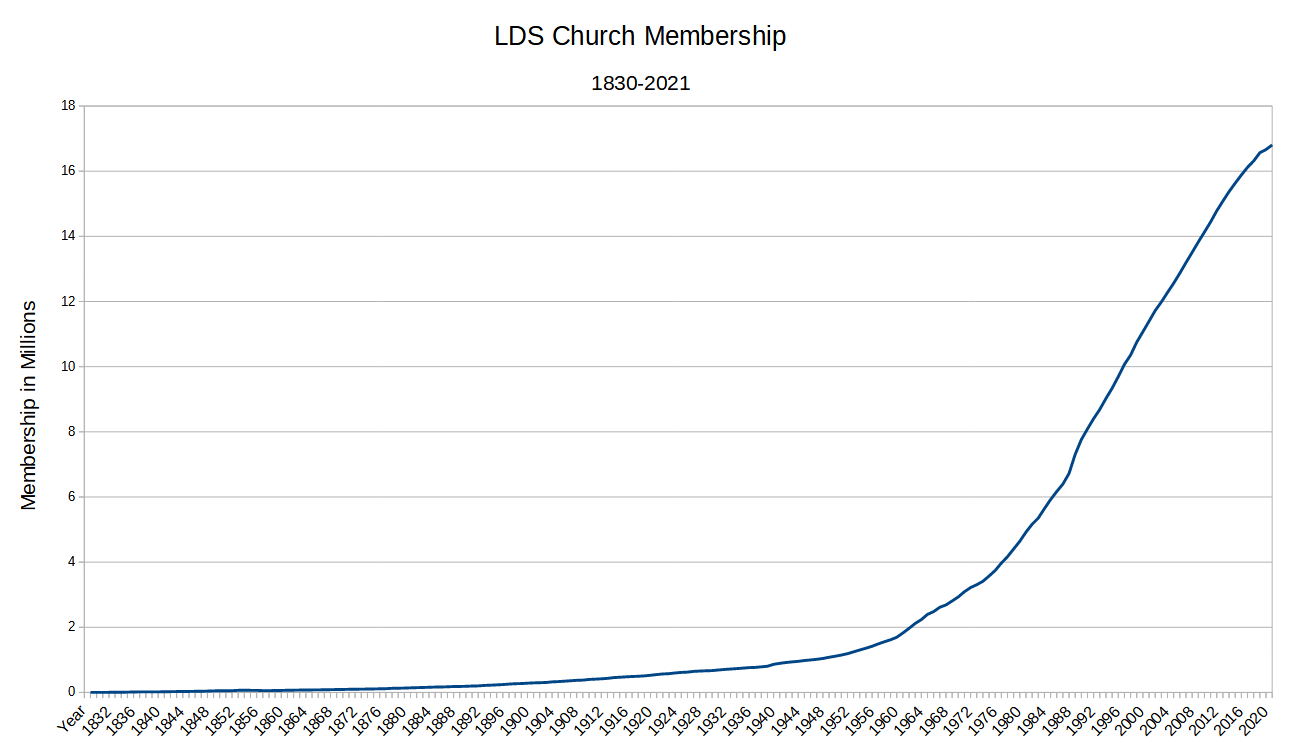
Časová osa zobrazující růst CJKSPD.

Celosvětově měla CJKSPD dle vlastních statistik k 31. prosinci 2023 17 255 394 členů, kteří byli zorganizováni ve 31 490 místních kongregacích, jenž byly rozčleněny pod 3565 kůlů (větší správní jednotka, obdoba katolické diecéze). Církevní materiály byly vydávány ve 188 jazycích. Kniha Mormonova byla plně přeložena do 92 jazyků. Z celkového počtu téměř 17,3 milionů členu sloužilo ke konci roku 2023 na plný úvazek 67 871 učících (v angličtině označovaní jako "teaching" nebo "proselyting") misionářů a dalších 30 685 jako misionáři v oblasti sociální péče a humanitární práce.
K Církvi se také v důsledku rozsáhlé misijní činnosti za rok 2023 připojilo, tedy bylo pokřtěno, 251 763 konvertitů. Počet členů je však pouze oficiální - patří mezi ně aktivní členové, poloaktivní členové i zcela neaktivní, kteří do církve už nedocházejí. Odhady aktivity členů se výrazně liší. Velké rozdíly panují také mezi světovými regiony. Obecně výzkumníci odhadují, že aktivních (pravidelně navštěvují nedělní shromáždění a podílejí se na chodu Církve) je mezi 30 a 60 procenty členů. Růst členské základny se přes pandemii covidu zpomalil, ale v roce 2023 byl nejvyšší od roku 2015 (procentuálně od roku 2019). Celosvětově Církev v posledních dvou dekádách stále rostla, ačkoli růst se zpomalil na zhruba 1 až 2 procenta ročně. V Česku se v roce 2021 při sčítání lidu ke členství přihlásilo 713 lidí.

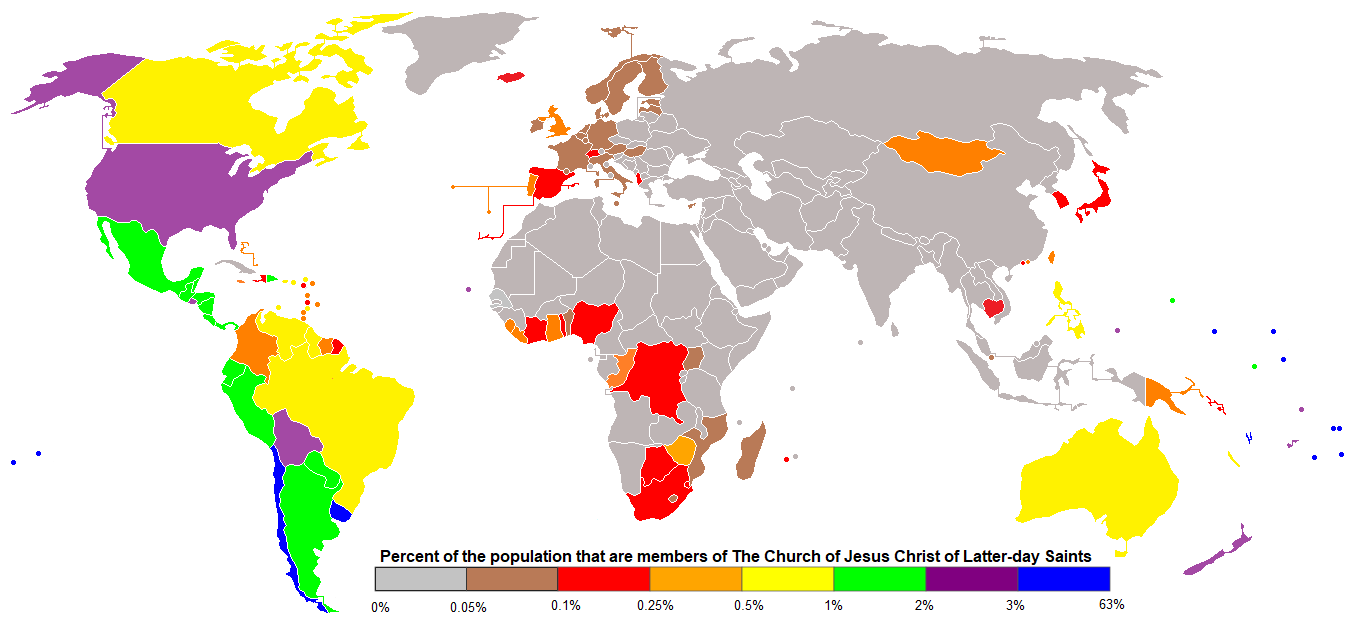
Mapka zobrazující procenta členů CJKSPD v populaci států světa na základě dat z roku 2019.

Církev má téměř 7 milionů členů v USA, kde je čtvrtou největší náboženskou denominací. Podle statistik byla také tou nejrychleji rostoucí, což je ale poměrně obtížné spočítat. Největší koncentrace členů je na západě země v Utahu a okolních státech, kde má CJKSPD silný kulturní a politický vliv. Tomuto rozsáhlému regionu se někdy přezdívá "the Mormon corridor" nebo "the Mormon belt". Mezi další státy s velkým počtem Svatých patří Mexiko, Brazílie, Filipíny nebo Peru. Z hlediska procentuálního zastoupení členů v obyvatelstvu patří všech pět prvních míst pacifickým státům. V království Tonga je členy přes 60% obyvatel, dále mají Svatí velmi silné zastoupení také na Samoe, Americké Samoe, na Kiribati či Marshallových ostrovech.

## Církev v Česku

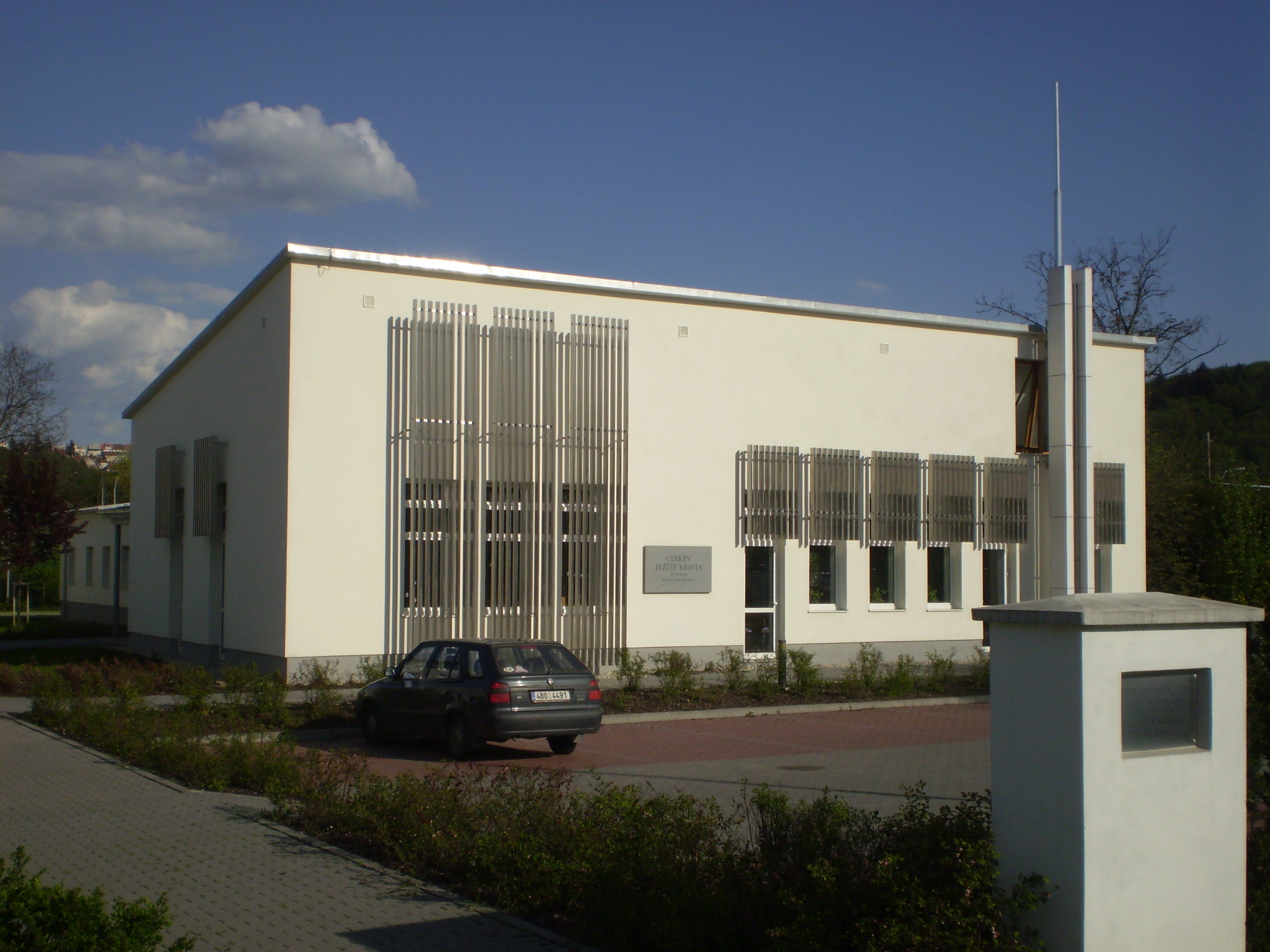
Kaple Církve v Brně.

První doloženou věřící je Františka Brodilová (1881–1931). Církev vyvíjela misijní činnost na území Česka již v 19. století, ale československá vláda ji uznala až v roce 1929, kdy byla založena Československá misie Praha. Vedl ji Američan Arthur Gaeth, který předtím působil v Německu a z matčiny strany měl české kořeny. (V misii využil znalost češtiny, ale také němčiny.) K oficiálnímu založení československé misie došlo 24. července na Kněží hoře u Karlštejna. Obřad zasvěcení země pro hlásání evangelia vedl apoštol a prezident evropské misie John Andreas Widtsoe (1872–1952). 
Činnost členů v YMCA, Sokole i vyučování angličtiny napomáhalo misijní činnosti. Významné bylo rovněž Gaethovo seznámení a pozdější sňatek s Martou Králíčkovou (1900–1985), dcerou chicagského profesora a přítele Tomáše Garrigue Masaryka. Seznámil ho s ní ještě roku 1929 apoštol Widtsoe. Když se Marta vrátila do Spojených států, pokračovali v korespondenčním styku a v lednu roku 1931 ji Gaeth nejprve pokřtil a pak ji pojal za manželku. Mezi lety 1929 a 1939 vycházel dětský časopis Hvězdička, významným počinem bylo rovněž přeložení a vydání Knihy Mormon. Roku 1936 vystřídal Gaetha v postavení misijního prezidenta Wallace Felt Toronto (1907–1968), sám Gaeth navštívil Československo ještě roku 1945 (v roli novináře).
Po vzniku Protektorátu Čechy a Morava začalo mít vedení církve, které bylo plně v rukou misionářů, potíže s úřady. Čtyři misionáři byli v červenci 1939 zatčeni a šest týdnů zadržováni. Misijní prezident pro Československo, Wallace Felt Toronto (1907–1968), obtížně vymohl jejich propuštění; všichni misionáři museli ale Protektorát v srpnu 1939 opustit. Po jejich odjezdu byli pověřeni Jaroslav Kotulán a Josef Roubíček, aby vedli společenství v Brně, resp. v Praze, jak jim to jen podmínky dovolí. Torontovým zástupcem byl ustanoven jedenadvacetiletý Josef Roubíček, který právě v tomto roce uzavřel manželství s Martou, rozenou Teitzovou. Je paradoxní, že právě v této těžké době – v únoru 1939 – vyšel český překlad z tehdejšího významného teologického spisu církve, Článků víry od Jamese E. Talmage. Josef Roubíček se dopočítal 86 členů církve, 10 svatých bylo pak během války pokřtěno. Činnost církve byla během války překvapivě intenzivní, a to díky založení spolku Česká misie církve Ježíše Krista Svatých posledních dnů (žádost podána 30. května 1940 a spolek byl podle zákona 134/1867 ř. z. povolen). Po válce, v březnu 1946, navštívil církev apoštol Ezra Taft Benson. Misie v Československu byla obnovena, ale ne nadlouho; zanikla 24. 9. 1947. Nástupnický spolek Církve Ježíše Krista Svatých posledních dnů byl 6. dubna 1950 rozpuštěn. Misionáři měli ve svém působení značné problémy a nakonec byli vyhoštěni. Navzdory útlakům rostly i počty nových křtů, a to i když v souvislosti s tzv. Církevními zákony byla CJKSPD dne 6. dubna 1950 komunistickým režimem v Československu zakázána. Po 40 letech byla CJKSPD roku 1990 obnovena a členové se shromažďuji v tzv. odbočkách a sborech v Česku i na Slovensku.

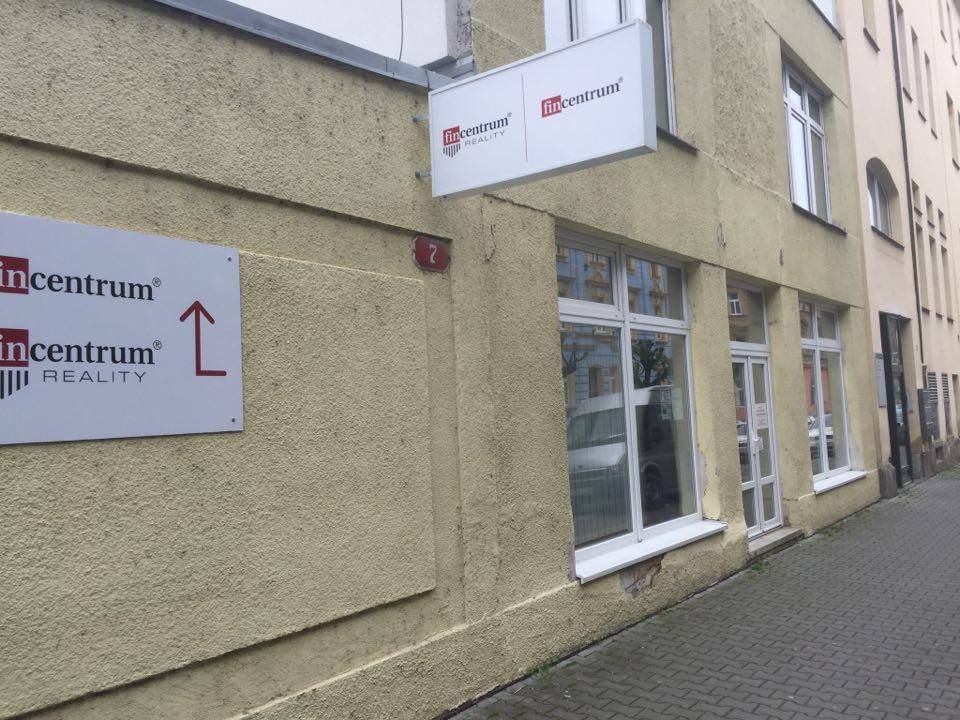
Kaple plzeňského sboru Církve Ježíše Krista Svatých posledních dnů na adrese Zikmunda Wintra 7

Věková struktura Církve Ježíše Krista Svatých posledních dnů v České republice roku 2011

Církev je organizována do tzv. kůlů (obdoba diecézí v katolické církvi), které tvoří skupina větších kongregací, kterým se říká sbory, případně menších kongregací, kterým se říká odbočky. V současnosti je v Česku 1 kůl rozdělený do 6 sborů a 6 odboček, které se většinou nacházejí ve velkých městech. Největší počet členů je v Praze a v Brně, kde se v neděli na shromáždění schází kolem 130 členů. Roku 2024 zahájil pražský kůl církve výstavbu nového centra v Praze na Pankráci. Zde kromě církevního zázemí budou i sportovní a další zařízení sloužící veřejnosti. Kůl vede president kůlu se svými dvěma rádci, z nichž všichni službu vykonávají ve svém volném čase.
Sídlo církve v Česku je v Praze (Milady Horákové 85/95, 170 00 Praha 7). Česká misie Praha je jednou ze 414 misií církve po světě. Tu v Česku vede prezident misie, který své povolání zastává na plný úvazek a jsou mu kompenzovány životní náklady (viz Kompenzace misijních prezidentů). Každý misijní prezident má dva rádce, kteří mají kromě církevního také normální civilní povolání.
V roce 2021 se při sčítání lidu ke členství přihlásilo 713 lidí. Církev v zemi oficiálně eviduje 2549 členů, mezi které patří i neaktivní a poloaktivní.
Starší Církve Ing. Martin Pilka byl od roku 2016 prezidentem českého kůlu, roku 2023 byl povolán do církevní služby jako sedmdesátník.

## Nauka
CJKSPD odvozuje svou víru především ze 4 knih, které označuje jako standardní díla (Standard Works), která jsou podle učení Církve inspirovaná Bohem. Na stejné úrovni autority stojí také slova moderních proroků. Standardní díla jsou: Bible (v anglické verzi používají členové standardně Bibli krále Jakuba, v češtině Bibli Kralickou), Kniha Mormonova (The Book of Mormon), kterou údajně podle božského zjevení přeložil ze zlatých desek předaných andělem Moronim prorok Joseph Smith. Kniha pojednává o osudech několika různých semitských kmenů, které v letech 2000–600 př. n. l. připluly do Ameriky. Popisuje jejich historii, podobně jako Bible, jako záznam Božího jednání se spravedlivými i nespravedlivými lidmi. Dále Nauka a smlouvy (Doctrine and Covenants), což je soubor 138 zjevení a dvou prohlášení, nadiktovaných převážně Smithem, ale i Youngem nebo Josephem F. Smithem. Poslední kanonizované zjevení v NaS je z roku 1978. A Drahocenná perla (The Pearl of Great Price), což je kolekce několika různých textů, jejichž autorem/překladatelem byl Smith.
Základní nauky Církve sepsal prorok Joseph Smith do 13 článků víry. Církev Ježíše Krista svatých posledních dnů „věří v postupné pokračující zjevení“ od Boha (viz 9. článek víry) a„ uznává otevřený kánon písem jako pokračujících zjevení od Boha“.
Božstvo podle CJKSPD sestává ze tří osob: Otce, Syna a Svatého Ducha. Jakkoliv to jsou oddělené bytosti, panuje mezi nimi dokonalé sjednocení v úsilí a záměru přivést lidstvo k nesmrtelnosti a věčnému životu. Otec a Syn mají fyzická těla z masa a kostí. Svatý Duch má duchovní tělo. Člověk byl stvořen podle obrazu těla Božího. Chápání Boha bývá teology kategorizováno jako sociální trinitarismus či henoteismus.
Bůh podle nauky Církve v různých historických etapách povolával proroky, zjevoval jim pravdy o tzv. Plánu spasení a dával jim kněžskou pravomoc vykonávat spásné obřady evangelia. Pomocí nich mohou lidé uzavřít smlouvy s Bohem a pokud je dodržují, obdrží od Boha požehnání, duchovní blízkost k němu a po smrti věčný život. Knězem v CJKSPD může být každý způsobilý muž starší 12, respektive 18 let. Téměř všichni vedoucí jsou laici a službu vykonávají ve svém volném čase. Členové jsou skrze smlouvy vázaní Bohu k dodržování přikázání, mezi něž patří tradiční desatero nebo Slovo moudrosti a zákon desátku.
Teologické chápání smyslu života člověka na Zemi, důraz na existenci svobodné vůle v božím plánu, víra v preexistenci lidských duchů i nauka o posmrtném životě jsou v mnoha směrech unikátní.
Křest je možné přijmout, když je člověku alespoň osm let, aby byl schopen dostatečně porozumět významu tohoto obřadu a rozhodl se pro něj ze své svobodné vůle. Křtem, který se provádí ponořením celé osoby pod vodu, člověk uzavírá smlouvu s Bohem, že bude dodržovat Jeho přikázání a následovat příklad Ježíše Krista. Křest je dokončen tzv. darem Ducha Svatého neboli konfirmací. Svatí věří, že jsou tímto znovuzrozeni z vody a z Ducha (Jan 3:5).
Církev klade velký důraz na rodiny a jejich důležitost. Členové CJKSPD věří, že rodiny mohou být spolu nejenom během života na Zemi, „dokud vás smrt nerozdělí“, ale i po smrti. Proto ve svých chrámech uzavírají sňatky (tzv. zpečetění) na věčnost a dodržují tzv. Zákon cudnosti. Obřad vykonává vysoký kněz, kterému tuto tzv. pečetící pravomoc podle učení Církve delegují apoštolové. Není výjimkou, že rodiny Svatých posledních dnů mají více dětí. Členské rodiny jsou vyzývány, aby ve svém domově uspořádaly jednou týdně tzv. rodinný domácí večer. Tyto rodinné večery pomáhají rodinám, aby spolu trávily dostatek společného času.
Členové mají dodržovat zákon cudnosti, „Pánův zákon osobní mravní čistoty“. Tato nauka zapovídá sexuální vztahy před zákonným uzavřením manželství a v manželském svazku vyžaduje absolutní věrnost. Každý člen Církve ho musí dodržovat a jeho porušení přináší postihy – od zákazu přijímání Večeře Páně až po samotné vyloučení z církve.
Stravu členů upravuje Slovo moudrosti, což je ustálený název pro zjevení, které roku 1835 zapsal prorok Joseph Smith. Definuje, jaké potraviny jsou pro člověka přínosné a jakým látkám by se naopak lidé měli vyhnout. Na základě tohoto zjevení věrní členové CJKSPD nepijí alkohol, kávu a černý a zelený čaj, nekouří cigarety ani nepožívají jiné omamné látky. Později bylo toto zjevení v Církvi ustanoveno jako přikázání a jeho dodržování je jednou z podmínek pro vstup do chrámů církve. Dnes se nachází v knize Nauka a smlouvy jako oddíl 89.
Zákon desátku je podle učení CJKSPD jedním z Božích přikázání. Vyžaduje na členovi, aby odváděl 10 % ze svého platu (nebo jakýchkoliv jiných peněz, které získá) Církvi. Desátek je kromě podnikatelských aktivit Korporace prezidenta CJKSPD jediným zdrojem příjmů církve.
Dále se členové tradičně vyhýbají tetování, chápaného coby znesvěcování těla jako božího daru.

## Obřady
Církev praktikuje nejen známé křesťanské obřady (křest, konfirmace, svátost Večeře Páně, pomazání nemocných...), ale také mnoho dalších obřadů, které jsou ve většině křesťanských společenství neznámé (křty za mrtvé, omývání a pomazání v chrámu, obdarování, pečetění...). Některé z nich se vykonávají v tzv. chrámech, které církev staví po celém světě. V chrámech se vykonávají všechny obřady za mrtvé, čímž členové věří, že svým zesnulým předkům dávají šanci přijmout spásné obřady v tzv. duchovním světě, kde čekají na vzkříšení.

### Svátost Večeře Páně
Svátost je církevní název pro tzv. Večeři Páně. Členové ji v dnešní době přijímají každou neděli během tzv. shromáždění svátosti (v rámci nedělní bohoslužby).

### Obdarování
Obdarování je jedním z vrcholných obřadů v církvi. Bez něj nemůže být podle nauky CJKSPD člověk oslaven v Božím království.
Obřad obdarování byl představen roku 1842 zakladatelem Josephem Smithem jako součást vnitřních obřadů v rámci církve. V současné době prochází obdarováním v CJKSPD každý dospělý člen, pokud je toho hoden. Každý je také pobízen k tomu, aby vykonával obřad obdarování ze své zemřelé předky. Obřad byl v průběhu historie několikrát modernizován.

### Křty za mrtvé
Praxe křtů za mrtvé počala roku 1840, kdy prorok Joseph Smith představil tuto nauku členům.

### Další obřady za mrtvé
CJKSPD v průběhu 19. století ustanovila tradici, podle níž mají členové v zastoupení vykonat všechny klíčové obřady za mrtvé (ne jen křest). Mezi klíčové spásné obřady se řadí křest, dar Ducha Svatého, omývání a pomazání v chrámu, Obdarování a Pečetění.

## Financování
Snahou CJKSPD je, aby byla naprosto nezávislá na vládních příspěvcích, proto v žádné zemi nepřijímá peníze z veřejných rozpočtů. Běžní členové pracují v běžných občanských zaměstnáních, a přitom slouží v Církvi jako dobrovolníci. Proto Církev nemá na regionální úrovni placené duchovní. Na vyšších pozicích, kde duchovní slouží v povoláních na plný úvazek (misijní presidenti a generální autority - sedmdesátníci a apoštolové), jim Církev ze svých zdrojů (mimo desátky) proplácí životní náklady.

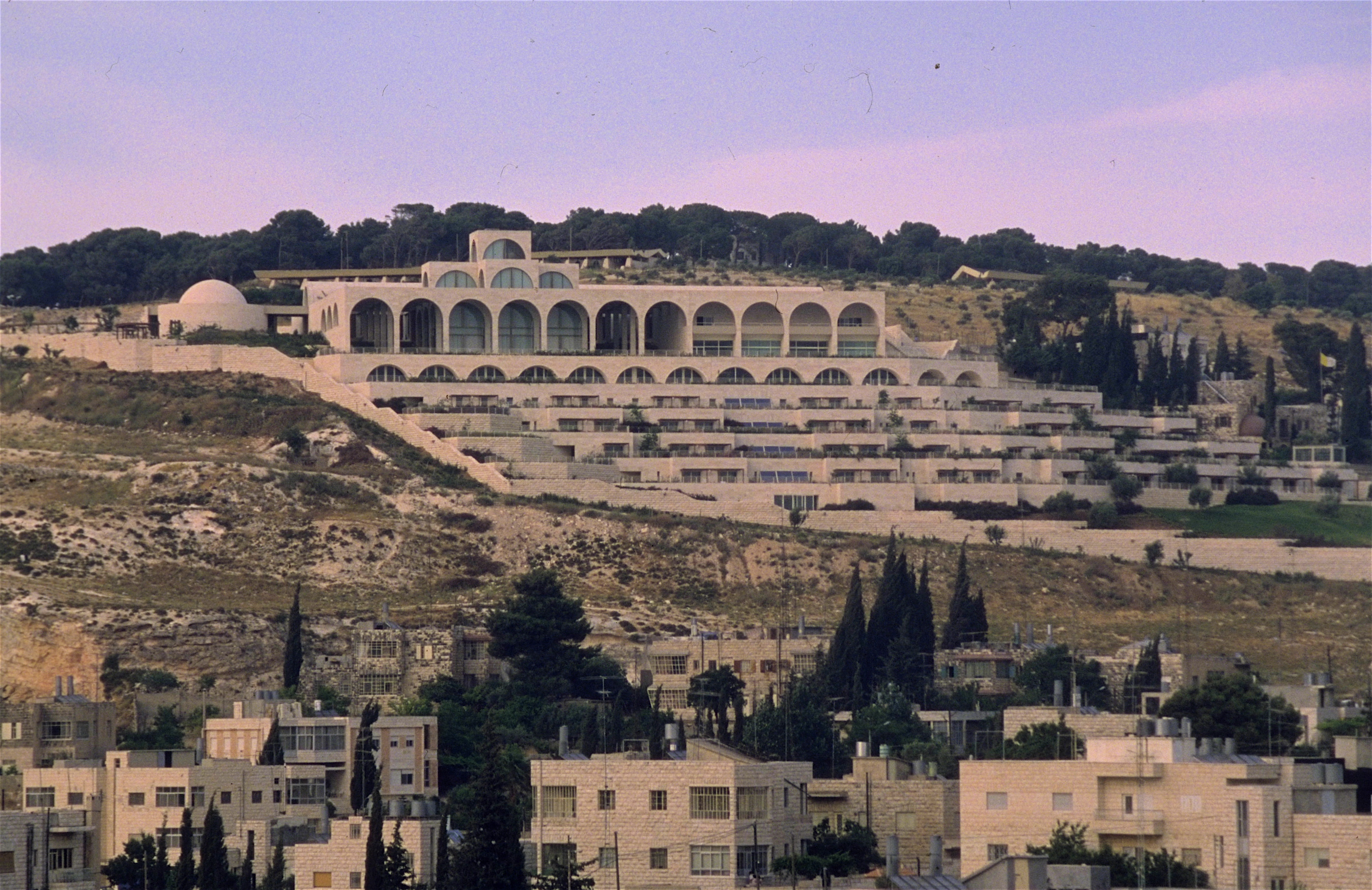
Jeruzalémské centrum Univerzity Brighama Younga na hoře Skopus ve východní části města.

Církev financuje svoji činnost především prostřednictvím desátků: každý člen přispívá 10 % ze svého příjmu. Církev používá tyto peníze mj. na stavbu chrámů, stavbu a provoz kaplí, misionářskou činnost a přípravu církevních materiálů. Kromě desátku je také obvyklé platit tzv. postní oběti, což jsou peníze ušetřené za dvě po sobě jdoucí jídla během pravidelného půstu každou první neděli v měsíci. Tyto peníze jsou použity na materiální pomoc pro potřebu členů v rámci lokálního sboru, ale i na financování rozsáhlé celosvětové humanitární činnosti Církve. Za rok 2023 Církev utratila na humanitární pomoci přes 1,3 miliardy dolarů.
CJKSPD úspěšně investuje přebytečné zdroje v mnoha oblastech, zejména v USA. Podle odhadů přesáhla hodnota majetku vlastněného Církví v roce 2023 265 miliard dolarů, což by znamenalo, že je jednou z nejbohatších Církví na světě. Církev také vlastní několik vzdělávacích institucí. Univerzitu Brighama Younga, která je největší soukromou univerzitou v USA a sídlí ve státech Utah (35 000 studentů), Idaho (20 000 studentů), Havaj (20 000 studentů) a v Izraeli (Jeruzalém, 5 000 studentů), středních škol, nemocnic a dalších veřejně prospěšných institucí. Patří jí také několik firem, divadel, má své vlastní televizní a rozhlasové stanice, továrny a obchody.

## Hierarchie
Církev má hierarchii odvozenou z tradičního biblického vzoru. Každý muž, který je uznán hodným, může obdržet kněžství. Úřady v kněžství od nejnižšího jsou: jáhen, učitel, kněz, starší, vysoký kněz, sedmdesátník a apoštol. Služebně nejstarší apoštol je prorokem a zároveň presidentem Církve. Všichni vedoucí, jako jsou kněží, starší, biskupové, kteří nejsou generálními autoritami Církve či misijními presidenty, mají civilní zaměstnání, ze kterého žijí a živí svou rodinu. V Církvi pracují dobrovolně a zdarma. Generální autority, což jsou sedmdesátníci a apoštolové, nemají civilní povolání a Církev jim hradí životní náklady. Nositelé kněžství nežijí v celibátu, naopak se od nich očekává, že založí rodiny.
Bývalí presidenti CJKSPD:
- Joseph Smith
- Brigham Young
- John Taylor
- Wilford Woodruff
- Lorenzo Snow
- Joseph F. Smith
- Heber J. Grant
- George Albert Smith
- David O. McKay
- Joseph Fielding Smith
- Harold B. Lee
- Spencer W. Kimball
- Ezra Taft Benson
- Howard W. Hunter
- Gordon B. Hinckley
- Thomas S. Monson

### Současné generální autority:
- Russell M. Nelson (president církve)[145]
- Dallin H. Oaks (1. rádce v Prvním předsednictvu církve)
- Henry B. Eyring (2. rádce v Prvním předsednictvu církve)
- Jeffrey R. Holland (úřadující prezident Kvóra 12 apoštolů)[147]
- Dieter F. Uchtdorf (apoštol)
- David A. Bednar (apoštol)
- Quentin L. Cook (apoštol)
- D. Todd Christofferson (apoštol)
- Neil L. Andersen (apoštol)
- Ronald A. Rasband (apoštol)
- Gary E. Stevenson (apoštol)
- Dale G. Renlund (apoštol)
- Gerrit W. Gong (apoštol)
- Ulisses Soares (apoštol)
- Patrick Kearon (apoštol)

## Aktivity

### Misie
V CJKSPD existuje několik druhů misií. Nejviditelnějšími jsou mladí misionáři zaměření na učení evangelia (v angličtině označováni jako proselyting či teaching missionaries). Dále mohou mladí či starší páry v důchodovém věku nastoupit jako misionáři zaměření na sociální péči či humanitární práci (v angličtině service missionaries). Z celkového počtu téměř 17,3 milionů členu sloužilo ke konci roku 2023 na plný úvazek 67 871 učících misionářů a dalších 30 685 misionářů v oblasti sociální péče a humanitární práce.

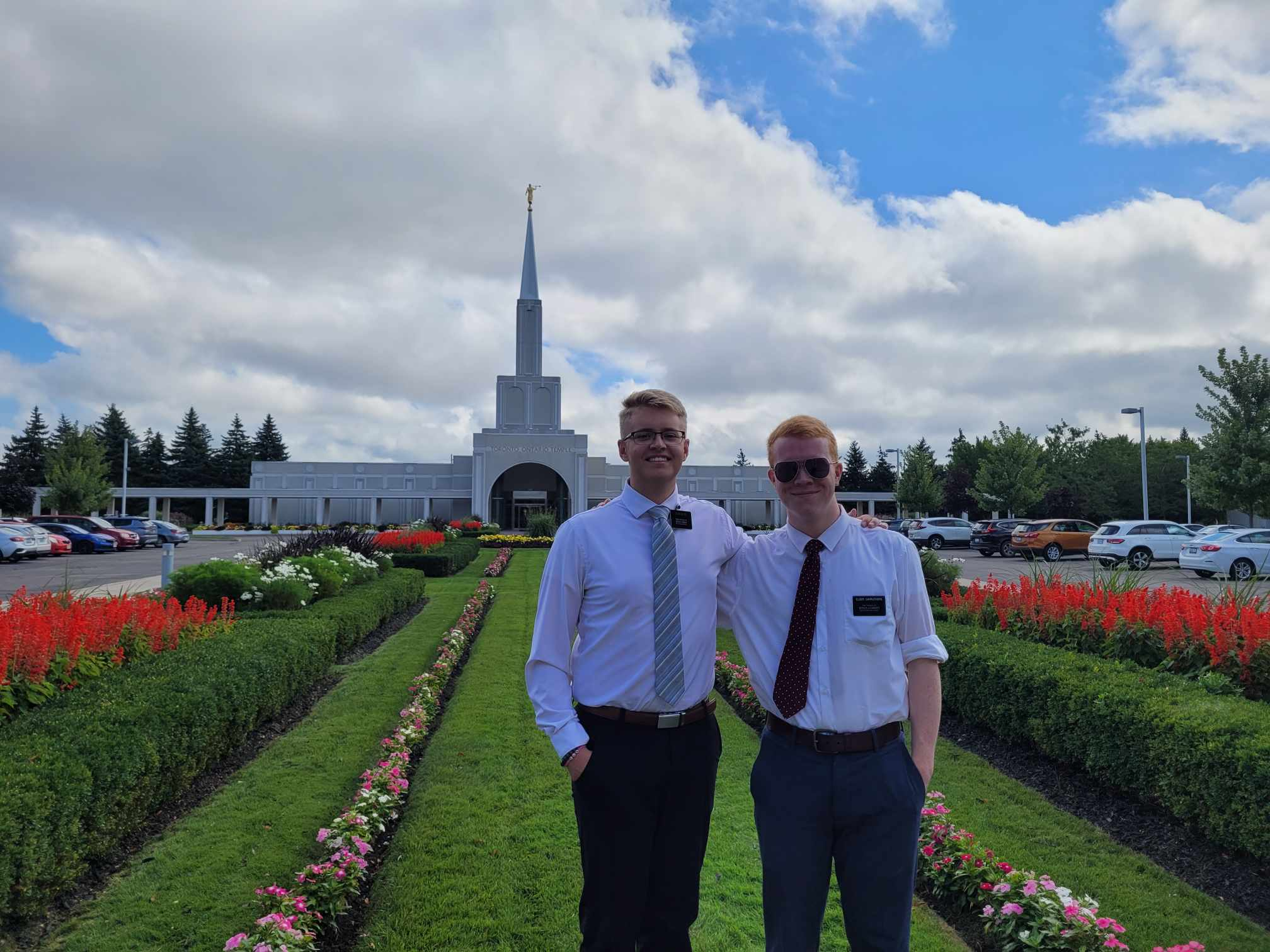
Mladí misionáři u chrámu CJKSPD v Torontu. Příznačným poznávacím znakem je slušné oblečení a černá jmenovka.

Církev povzbuzuje mladé muže ve věku od 18 let, aby sloužili dvouletou misii na plný úvazek. Ženy mohou sloužit také, ale není na to kladen takový důraz (ženy slouží na misii 18 měsíců a  od roku 2012 musí dosáhnout věku minimálně 19 let, dříve 21 let). Misii si misionáři hradí z vlastních prostředků nebo, v případě potřeby, využívají celosvětový misionářský fond Církve. To, do jaké země budoucí misionář půjde, určují apoštolové Církve, a to na základě údajné božské inspirace a na základě potřeb jednotlivých územních misií. Misionáři pracují vždy ve dvou. Jejich úkol je kázat evangelium, proto se musí velmi rychle naučit jazyk země, do níž jsou vysláni. Před odjezdem na určené místo svého působení každý misionář absolvuje několikatýdenní školení v tzv. Misionářském výcvikovém centru (Missionary Training Center – MTC), kterých je 15 po světě. Během misie se soustředí výhradně na službu a hlásání evangelia a vyhýbají se světským zábavám a milostnému životu. Po skončení misionářské služby většina misionářů dokončí studia a založí rodiny.

### Další aktivity

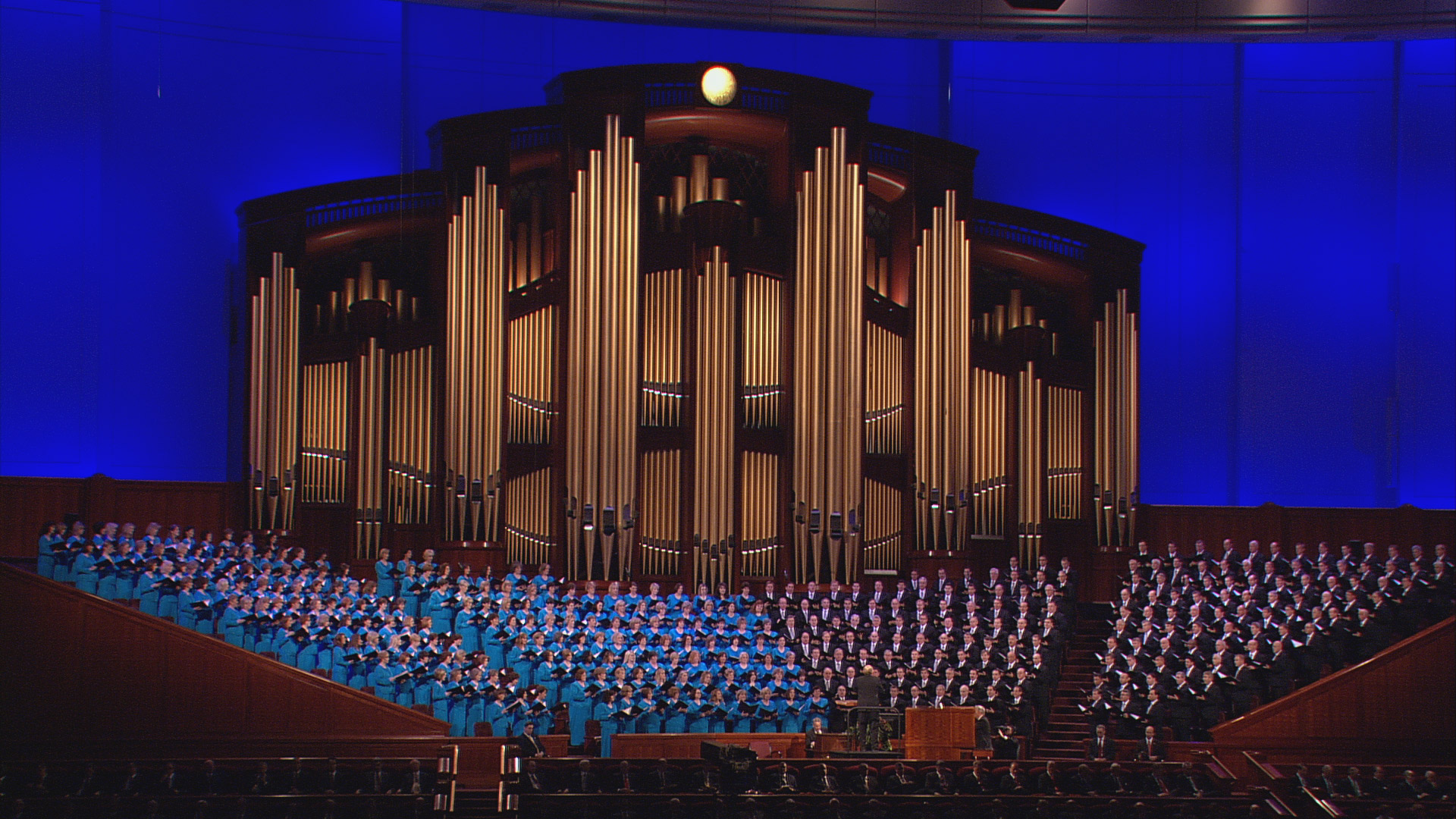
The Mormon Tabernacle Choir v konferenčním centru v Salt Lake City během zasedání Generální konference v dubnu 2009.

V rámci církve je také zorganizováno Pomocné sdružení, které je jedním z největších a nejstarších sdružení žen na světě. Založeno bylo v roce 1842 Josephem Smithem a má dnes více než 5 milionů členek. Jeho hlavním cílem je pomoc chudým a potřebným. Církev také provozuje několik uměleckých těles, z nichž nejslavnější je 360členný Tabernacle Choir at Temple Square (dříve známý jako Mormon Tabernacle Choir). Doprovází ho 120členný orchestr Chrámového náměstí. Sbor mimo jiné koncertoval se slavnou zpěvačkou Gladys Knight ze skupiny The Pips, která je členkou Církve od roku 1997, a také s mnoha dalšími významnými světovými umělci.
Církev disponuje velkým programem sociální a humanitární péče, který v roce 2023 distribuoval přes 1,3 miliardy dolarů a nespočet hodin dobrovolnické práce.
Členové CJKSPD jsou aktivní i v jiných záležitostech veřejného a společenského života, jako je například politika. Církev však zastává postoj politické neutrality a kdokoliv takto veřejně činný tak působí bez vlivu ze strany Církve. K Církvi patří například významný americký politik a senátor Mitt Romney.
V době uprchlické krize církev přidala do své oficiální příručky pro laické vůdce novou pasáž, která vyzývá členy k podpoře uprchlíků v jejich místních komunitách.
CJKSPD tiskne Bible doplněné o poznámky a vysvětlivky konzistentní se svou naukou. Vydává Překlad krále Jakuba v angličtině či Překlad Reiny-Valery ve španělštině. V ostatních jazycích nejsou církevní verze Bible vydávány. Dále Církev s dovolením Kristovy komunity, jež drží autorská práva, publikuje části Překladu Josepha Smitha, který vychází z práce Josepha Smitha na inspirované revizi Bible. Od roku 2013 je k dispozici upravené vydání celých písem (tzv. „trojkombinace“ nebo „čtyřkombinace“). Nová verze nahradila vydání z roku 1981 a přišla s řadou úprav – číslování stránek a pozice veršů jsou ale konzistentní se starším vydáním.
CJKSPD vydává několik náboženských časopisů, každý pro jinou cílovou skupinu čtenářů: Liahona, Ensign, New Era a Friend. Mimo to šíří mnoho dalších církevních publikací, videa, písně, mobilní a počítačové aplikace, apod. Je aktivní také na sociálních sítích.

## Kontroverze

### Polygamie

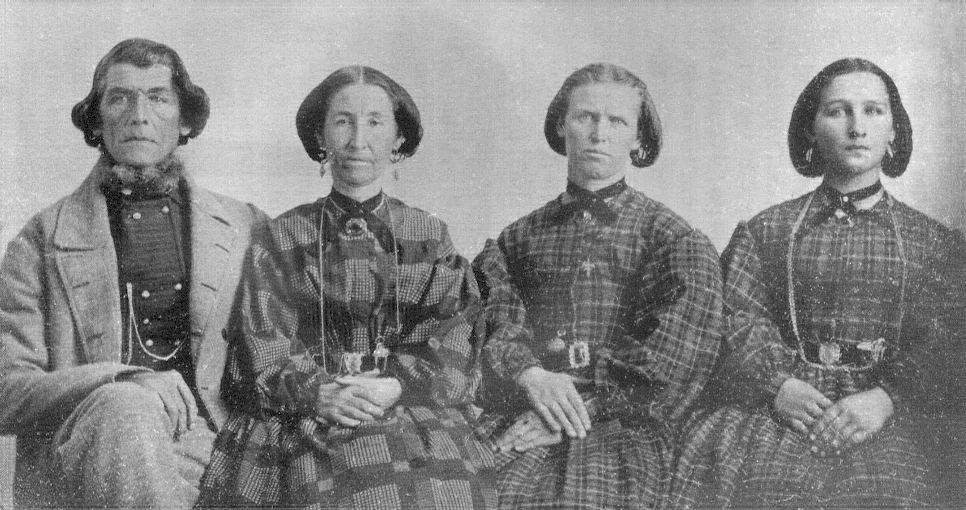
Biskup CJKSPD Ira Eldredge a jeho tři manželky. Fotografie byla pořízena kolem roku 1864.

Polygamie je praxe, kdy muž může mít více žen a žena více mužů. Joseph Smith se údajně již na začátku 30. let 19. století tázal Boha na polygamii ve Starém zákoně, v odpovědi na což obdržel zjevení, které v roce 1843 zapsal a dnes je zařazené jako 132. oddíl Nauky a smluv. Na základě tohoto zjevení byla polygynie (muž má více manželek), také zvaná plurální manželství, v CJKSPD praktikována. Nejdříve skrytě, po přesunu členů na západ od roku 1852 otevřeně. Praktika pomohla rychlému růstu obyvatelstva na Církví osídlených území.
Mnohoženství (resp. vznik nových polygynních svazků) bylo po dlouhém nátlaku federálních orgánů USA zrušeno čtvrtým prezidentem Církve Wilfordem Woodruffem v roce 1890. To bylo mj. podmínkou pro přijetí mormonského státu Utah do Unie. V opačném případě by CJKSPD hrozila konfiskace majetku a uvěznění dalších autorit (Woodruffův předchůdce John Taylor se do své smrti musel skrývat před federálními úřady). Již existující polygynní rodiny v Utahu a dalších státech existovaly jako součást CJKSPD až do 30. let 20. století.
Vydání tzv. Manifesta z roku 1890 někteří členové nerespektovali. Roku 1904 tak nový president Joseph F. Smith (v souvislosti s politickým tlakem na nově zvoleného utažského senátora Reeda Smoota) vydal tzv. Druhé manifesto, skrze které vedení Církve oznámilo, že ti, kdo vstoupí do nového polygamního sňatku, budou z Církve vyloučeni. Toto nařízení platí dodnes. V reakci na zákaz se od CJKSPD odtrhly nezávislé mormonské skupiny, z nichž některé mnohoženství stále praktikují.

### Postoje k homosexualitě
Oficiálním postojem CJKSPD je, že manželství a nesezdané partnerství je možné pouze mezi mužem a ženou v rámci církve. Apoštol D. Todd Christofferson v roce 2015 řekl:
Někteří dokonce předpokládají, že se tyto normy jednou změní. To zkrátka není pravda. Zákon cudnosti platil od samého počátku, kdy Pán přikázal muži, aby opustil svého otce a matku a přilnul ke své ženě a k nikomu jinému. Naše nauka – nejen víra, ale nauka – že sexuální vztahy jsou v očích Pána správné a zákonné pouze mezi mužem a ženou, kteří jsou legálně a zákonně sezdáni, se nemění a nikdy se nezmění.
Homosexuální vztahy jsou kontroverzním tématem. Nejvyšší soud USA 26. června 2015 rozhodl, že homosexuální sňatky jsou legální ve všech federativních státech USA. CJKSPD vydala v reakci prohlášení: „Rozhodnutí soudu nijak nemění Pánovu nauku, že manželství je svazek mezi mužem a ženou ustanovený Bohem.“ Církev nicméně reaguje na podněty lidsko-právních organizací bojujících za práva LGBT komunity. V listopadu 2015 vydala pravidla omezující církevní práva homosexuálních rodin (upravující minimální věk křtu dětí z homosexuálních rodin až na 18 let atd.), načež 14. listopadu několik tisíc členů protestně opustilo CJKSPD. V roce 2019 byla některá kontroverzní nařízení stažena. Církev nebrání svým členům identifikovat se jako členové LGBT komunity, postihy v rámci členství je mohou stihnout za aktivní život v homosexuálním partnerství či sňatku. Na nedělní shromáždění může přijít kdokoli, pokud nenarušuje jeho průběh. Vedoucí Církve také vyzvali členy, aby se vyvarovali jakéhokoli nevhodného či odsuzujícího chování vůči členům této komunity.